# Соборний майдан (Глухів)
Соборний майдан — це площа в центрі Глухова зі старовинною Миколаївською церквою, з одного боку, й автостанцією «Глухів» —  з другого. На старій площі обирали трьох останніх гетьманів України. Зараз майдан — це свідчення козацької величи доби Гетьманщини.

## Розташування і опис
Майдан розташований на куті між вулицями Терещенків та Києво-Московською, поруч зі сквером на площі Рудченка. Центральна частина майдану є водночас пішохідною та відкритою для транспорту. На майдані знаходиться автовокзал «Глухів».
Сучасного вигляду площа набула у 1962 році після того, як був знесений Троїцький храм. На початку 90-х років XX століття тут був побудований міський ринок, який працює й посьогодні.

## Історія
Радний майдан з'явився у середині 17 століття після спорудження в центрі глухівських мурів дерев'яної Троїцької церкви. Обрис площі довершила новозбудована мурована Миколаївська церква, на місці зруйнованої 1685 року пожежею старої дерев'яної, яка стала головною громадською спорудою тогочасної України.
На початку XVIII столітті Глухів став столицею Гетьманщини. Тоді Радний майдан був центром всієї України. Тут відбувались козацькі ради. 6 листопада 1708 року на колишній Радномій площі наставляли на гетьманство Івана Скоропадського. Протягом наступних трьох днів, за наказом Петра І, до Глухова прибули архієреї Київський, Чернігівський, Переяславський, місцеблюститель престолу патріарха Московського Стефан Яворський, інші представники церковної ієрархії. І тут же 9 листопада 1708 виконали ритуал принизливого «проводу Мазепи в пекло». Видовище було обставлене з найбільшою театральністю. На поміст із шибеницею принесли ляльку, яка мала зображувати Мазепу. Меншиков і обер-камергер Ґоловкін зірвали з ляльки всю "кавалерію" (ордени), пошматували орденські дипломи. Було прочитано злобну пародію смертного присуду над гетьманом, після чого ляльку повішено.
1 жовтня 1727 року на майдані наставляли на гетьманство Данило Апостола, 1751 — Кирила Розумовського.
Після пожежі 1784 року Глухів перетворився на звичайне провінційне місто, але все ж був важливим промисловим центром та центром народних промислів і торгівлі. У 19 столітті на тодішній площі встановили комплекс торгових рядів. Сюди приїздили купці та майстри з різних міст Російської Імперії. На превеликий жаль торгові ряди не збереглися, але й зараз на Соборному майдані знаходиться міський ринок.

## Галерея

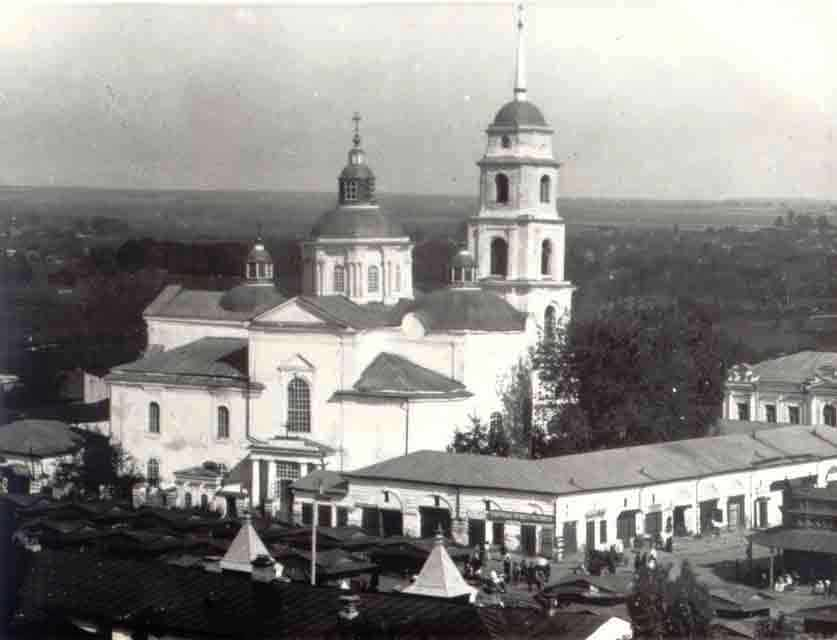
Троїцький собор та Торгові ряди на Радному майдані
Вигляд з висоти
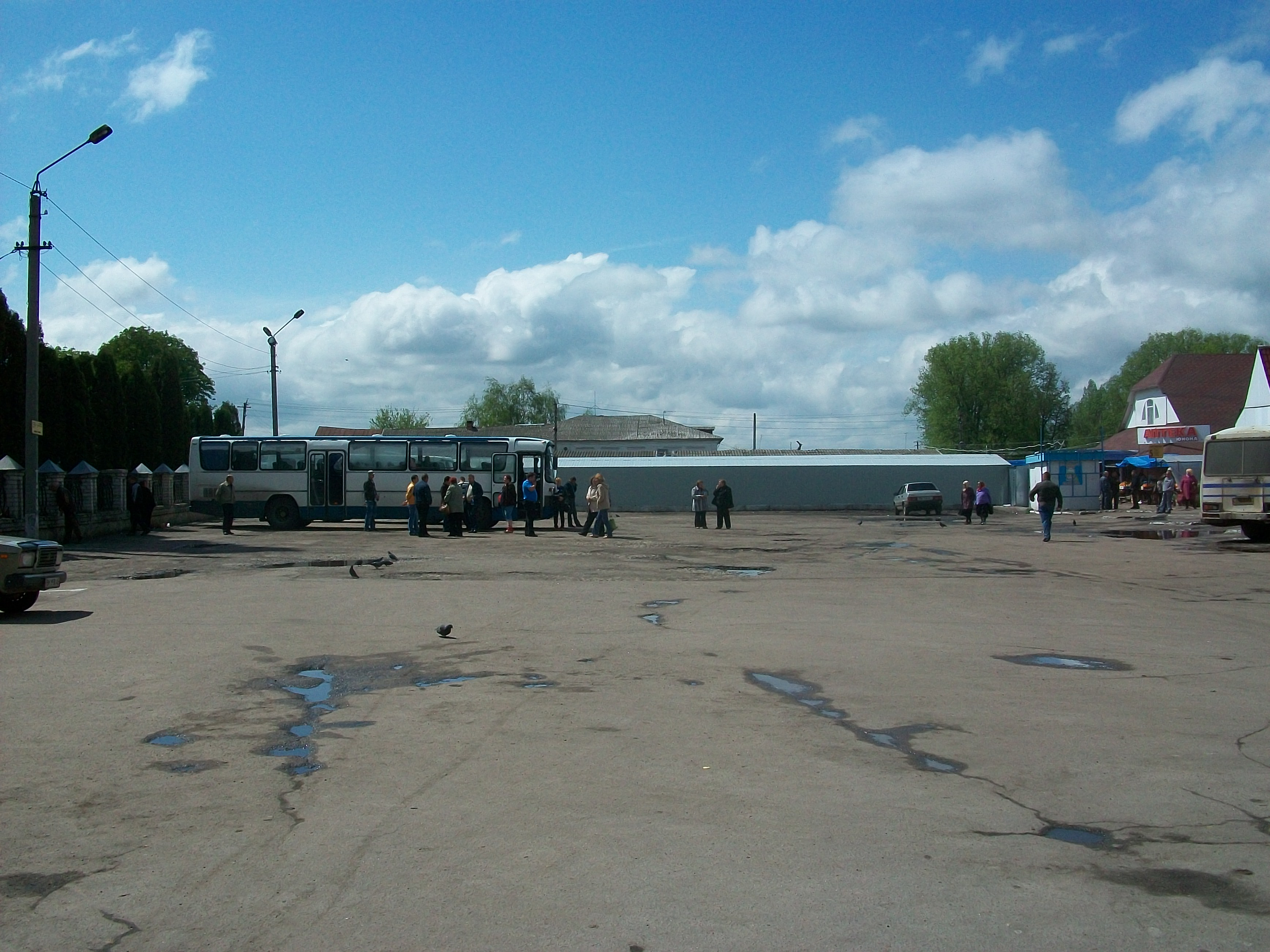
Площа
Схема Глухівського державного історико-культурного заповідника